# Supergirl (1.ª temporada)
A primeira temporada da série de televisão estadunidense Supergirl, que é baseada na personagem da DC Comics Supergirl / Kara Zor-El, uma super-heroína que é prima do Superman e um dos últimos kryptonianos sobreviventes.
Supergirl foi escalada para ser uma série em maio de 2015, e mais tarde pegou uma temporada completa em novembro de 2015, com as filmagens ocorrendo principalmente em Los Angeles. Melissa Benoist protagoniza o papel titular e é acompanhada pelos principais membros do elenco, Mehcad Brooks, Chyler Leigh, Jeremy Jordan, David Harewood e Calista Flockhart.
A estreia da série foi assistida por 12,96 milhões de telespectadores, empatada com Blindspot da NBC como a estréia da série de maior audiência na temporada de outono de 2015-16. A temporada, que estreou na CBS em 26 de outubro de 2015 e durou até 18 de abril de 2016, mais de 20 episódios, no geral recebeu críticas positivas. A série foi renovada para uma segunda temporada em 12 de maio de 2016, e mudou para The CW.

## Episódios
| N.º na série | N.º na temp. | Título                                                                              | Dirigido por     | Escrito por                                                                                | Exibição original       | Audiência (milhões) |
| --- | ------------ | ----------------------------------------------------------------------------------- | ---------------- | ------------------------------------------------------------------------------------------ | ----------------------- | ------------------- |
| 1 | 1            | "Pilot" "(Piloto)" (BR)                                                             | Glen Winter      | História por : Greg Berlanti & Ali Adler & Andrew Kreisberg Roteiro por : Ali Adler        | 26 de outubro de 2015   | 12.96               |
| Uma jovem garota chamada Kara Zor-El é enviada à Terra por sua mãe Alura para proteger seu primo, Kal-El, quando seu planeta natal, Krypton, é destruído. A explosão do planeta Krypton lança a nave de Kara para fora do curso da Terra e a leva para a Zona Fantasma, onde ela permanece por 24 anos antes de pousar na Terra. Kal-El, agora um adulto, atendendo pelo nome de Superman, coloca Kara sob cuidado dos Danvers. 12 anos mais tarde, Kara é forçada a revelar-se ao mundo quando o avião de sua irmã adotiva é sabotado e ela acaba salvando a todos. Kara descobre que sua irmã, Alex, trabalha no Departamento de Investigando de Atividade Alienígena. Ela descobre também que existem centenas de alienígenas criminosos no planeta Terra, que foram trazidos para cá junto com ela, quando sua nave aterrissou na Terra. Suas ações heroicas atraem a atenção de Vartox, com a orientação de Alex, Kara consegue derrotá-lo. É revelado que Vartox trabalhava para Astra, a irmã gêmea de Alura, que quer conquistar a Terra. |              |                                                                                     |                  |                                                                                            |                         |                     |
| 2 | 2            | "Stronger Together" "(Mais Fortes Juntos)" (BR)                                     | Glen Winter      | História por : Greg Berlanti & Andrew Kreisberg Roteiro por : Andrew Kreisberg & Ali Adler | 2 de novembro de 2015   | 8.87                |
| Quando a tentativa de Kara em ajudar Nacional City não sai conforme o planejado, ela deve colocar de lado as dúvidas que possui, e que a mídia da cidade levanta, sobre suas habilidades a fim de capturar um fugitivo da prisão kriptoniana, Fort Rozz. Ao mesmo tempo, Cat pressiona James a usar sua conexão com o Superman para conseguir uma entrevista com a Supergirl. |              |                                                                                     |                  |                                                                                            |                         |                     |
| 3 | 3            | "Fight or Flight" "(Lutar ou Fugir)" (BR)                                           | Dermott Downs    | Michael Grassi & Rachel Shukert                                                            | 9 de novembro de 2015   | 8.07                |
| Os poderes da Supergirl são testados quando Reactron, um dos inimigos mais formidáveis do Superman, chega a Nacional City e tem como alvo a jovem heroína. Ao mesmo tempo, Cat planeja publicar uma matéria expositiva a respeito da Supergirl. |              |                                                                                     |                  |                                                                                            |                         |                     |
| 4 | 4            | "How Does She Do It?" "(Como Ela Faz Isso?)" (BR)                                   | Thor Freudenthal | Yahlin Chang & Ted Sullivan                                                                | 23 de novembro de 2015  | 7.19                |
| As duas identidades de Kara estão sobrecarregadas quando Supergirl deve proteger National City de uma série de atentados e Kara é uma babá encarregada do filho de Cat, Carter Grant. Além disso, James fica em conflito quando sua ex-namorada, Lucy Lane, pretende reacender seu relacionamento. |              |                                                                                     |                  |                                                                                            |                         |                     |
| 5 | 5            | "Livewire" "(Curto-Circuito)" (BR)                                                  | Kevin Tancharoen | Roberto Aguirre-Sacasa & Caitlin Parrish                                                   | 16 de novembro de 2015  | 7.77                |
| O dia de Ação de Graças de Kara pode ser arruinada quando ela suspeita que sua mãe adotiva, Dra. Eliza Danvers, que está chegando à cidade, desaprova seu novo papel como uma super-heroína . Além disso, quando um acidente transforma uma funcionária volátil da CatCo na vilã Curto-Circuito, ela tem como alvo Cat e Supergirl. |              |                                                                                     |                  |                                                                                            |                         |                     |
| 6 | 6            | "Red Faced" "(Cara Vermelha)" (BR)                                                  | Jesse Warn       | Michael Grassi & Rachel Shukert                                                            | 30 de novembro de 2015  | 8.02                |
| O estresse pessoal e profissional tiram o melhor de Kara, quando ela vai longe demais em um exercício de treinamento contra o Tornado Vermelho, um ciborgue militar enviado pelo pai de Lucy Lane, General Sam Lane. Além disso, a resistência exterior de Cat é abalada por uma visita de sua mãe, Katherine, e Alex pede para Winn investigar a misteriosa morte de seu pai. |              |                                                                                     |                  |                                                                                            |                         |                     |
| 7 | 7            | "Human for a Day" "(Humana por um Dia)" (BR)                                        | Larry Teng       | Yahlin Chang & Ted Sullivan                                                                | 7 de dezembro de 2015   | 7.67                |
| Kara e seus amigos precisam confiar em sua força interior e coragem, quando um terremoto atinge National City. Além disso, a desconfiança de Hank com Alex chega a um ponto de ruptura quando o terremoto prende eles na DEO com Jemm, um poderoso e fugitivo alienígena. Kara fica determinada a ajudar depois do terremoto, embora tenha perdido seus poderes. |              |                                                                                     |                  |                                                                                            |                         |                     |
| 8 | 8            | "Hostile Takeover" "(Aquisição Hostil)" (BR)                                        | Karen Gaviola    | Roberto Aguirre-Sacasa & Caitlin Parrish                                                   | 14 de dezembro de 2015  | 7.28                |
| Kara vai de igual para igual com Astra quando sua tia desafia o que Kara acredita sobre sua mãe. Além disso, Cat está ameaçada de ser demitida como CEO da CatCo depois que um hacker expõe seus e-mails privados e prejudiciais. |              |                                                                                     |                  |                                                                                            |                         |                     |
| 9 | 9            | "Blood Bonds" "(Laços de Sangue)" (BR)                                              | Steve Shill      | Ted Sullivan & Derek Simon                                                                 | 4 de janeiro de 2016    | 8.75                |
| Com Astra mantida como prisioneira na DEO, seu marido, Non, vai atrás e captura Hank, o que leva a um tenso confronto entre os dois lados. Ao mesmo tempo, Kara continua a negar as alegações de Cat de que ela é a Supergirl. |              |                                                                                     |                  |                                                                                            |                         |                     |
| 10 | 10           | "Childish Things" "(Coisas Infantis)" (BR)                                          | Jamie Babbit     | História por : Yahlin Chang Roteiro por : Anna Musky-Goldwyn & James DeWille               | 18 de janeiro de 2016   | 8.77                |
| Kara dá o seu melhor para apoiar Winn quando seu pai, o supervilão Homem Brinquedo, escapa da prisão e vai atrás do filho por razões desconhecidas. Enquanto isso, Cat oferece a Lucy um emprego na CatCo, ao mesmo tempo em que Alex pede a Hank para usar seus poderes a fim de descobrir os planos de Maxwell Lord. |              |                                                                                     |                  |                                                                                            |                         |                     |
| 11 | 11           | "Strange Visitor from Another Planet" "(Estranho Visitante de Outro Planeta)" (BR)  | Glen Winter      | Michael Grassi & Caitlin Parrish                                                           | 25 de janeiro de 2016   | 7.90                |
| Kara deve ajudar Hank a enfrentar seu passado doloroso quando um marciano branco, um membro da raça alienígena que dizimou seu povo, sequestra a senadora Miranda Crane, um político anti-alienígena. Além disso, o filho distante de Cat, Adam, chega em National City. |              |                                                                                     |                  |                                                                                            |                         |                     |
| 12 | 12           | "Bizarro" "(Bizarro)" (BR)                                                          | John Showalter   | Roberto Aguirre-Sacasa & Rachel Shukert                                                    | 1 de fevereiro de 2016  | 6.68                |
| Kara enfrenta seu reflexo distorcido na figura do Bizarro (Lauren Hope), que vai tentar destruí-la. Além disso, Kara está muito mais próxima do filho de Cat, Adam. |              |                                                                                     |                  |                                                                                            |                         |                     |
| 13 | 13           | "For the Girl Who Has Everything" "(Pela Garota Que Tem Tudo)" (BR)                 | Dermott Downs    | História por : Andrew Kreisberg Roteiro por : Ted Sullivan & Derek Simon                   | 8 de fevereiro de 2016  | 7.92                |
| Os amigos de Kara devem encontrar uma maneira de salvar a vida dela quando uma parasita alienígena atribui-se a ela prendendo-a em um mundo de sonho, onde sua família está viva e seu planeta nunca foi destruído. Além disso, Alex, Hank e o DEO devem rechaçar um ataque kryptoniano enquanto Kara está fora da Comissão. |              |                                                                                     |                  |                                                                                            |                         |                     |
| 14 | 14           | "Truth, Justice and the American Way" "(Verdade, Justiça e o Jeito Americano)" (BR) | Lexi Alexander   | História por : Michael Grassi Roteiro por : Yahlin Chang & Caitlin Parrish                 | 22 de fevereiro de 2016 | 7.25                |
| Supergirl bate de frente com o mortal Mestre Carcereiro, que está caçando e executando prisioneiros que escaparam de Fort Rozz. Ao mesmo tempo, Cat contrata uma segunda assistente, Siobhan Smythe, alguém que imediatamente tenta passar por cima de Kara. Para completar, Kara e James discordam a respeito dos métodos da DEO. |              |                                                                                     |                  |                                                                                            |                         |                     |
| 15 | 15           | "Solitude" "(Solidão)" (BR)                                                         | Dermott Downs    | História por : Rachel Shukert Roteiro por : Anna Musky-Goldwyn & James DeWille             | 29 de fevereiro de 2016 | 6.69                |
| Kara viaja para a Fortaleza da Solidão de Superman na esperança de aprender como derrotar Indigo, um ser perigoso, que pode se transportar através da Internet e que tem uma conexão com o passado de Kara. Além disso, o relacionamento de James com Lucy chega a uma encruzilhada. |              |                                                                                     |                  |                                                                                            |                         |                     |
| 16 | 16           | "Falling" "(Queda)" (BR)                                                            | Larry Teng       | Robert Rovner & Jessica Queller                                                            | 14 de março de 2016     | 6.53                |
| Kara se volta contra seus amigos e os cidadãos de National City após ser exposta à kryptonita vermelha, que a torna malvada e perigosa. Além disso, Cat aparece no The Talk para discutir sobre a Supergirl. |              |                                                                                     |                  |                                                                                            |                         |                     |
| 17 | 17           | "Manhunter" "(O Caçador)" (BR)                                                      | Chris Fisher     | História por : Derek Simon Roteiro por : Cindy Lichtman & Rachel Shukert                   | 21 de março de 2016     | 6.00                |
| J’onn J’onzz revela os detalhes de como ele conheceu o pai de Kara e Alex, o Dr. Jeremiah Danvers, e assumiu a identidade de Hank Henshaw. Além disso, Kara se questiona sobre confiar a sua identidade secreta a alguém e Siobhan conspira contra Kara. |              |                                                                                     |                  |                                                                                            |                         |                     |
| 18 | 18           | "Worlds Finest" "(Os Melhores dos Mundos)" (BR)                                     | Nick Gomez       | História por : Greg Berlanti Roteiro por : Andrew Kreisberg & Michael Grassi               | 28 de março de 2016     | 7.17                |
| Kara ganha um novo aliado quando o super-herói ultra-rápido, Flash, aparece de repente vindo de um universo alternativo e ajuda Kara em uma batalha contra Siobhan, também conhecida como Banshee Prateada e Curto-Circuito, em troca de sua ajuda para encontrar uma maneira de voltar para casa. Este episódio é um crossover com The Flash. |              |                                                                                     |                  |                                                                                            |                         |                     |
| 19 | 19           | "Myriad" "(Myriad)" (BR)                                                            | Adam Kane        | Yahlin Chang & Caitlin Parrish                                                             | 11 de abril de 2016     | 6.12                |
| Kara deve ser capaz de encontrar uma maneira de libertar seus amigos quando Non e Indigo usam o controle da mente para transformar os cidadãos do National City em seu próprio exército. |              |                                                                                     |                  |                                                                                            |                         |                     |
| 20 | 20           | "Better Angels" "(Melhores Anjos)" (BR)                                             | Larry Teng       | História por : Andrew Kreisberg & Ali Adler Roteiro por : Robert Rovner & Jessica Queller  | 18 de abril de 2016     | 6.11                |
| Supergirl é forçada a entrar em batalha contra um inimigo inesperado e deve arriscar tudo — inclusive a sua própria vida — para evitar que Non e Indigo destruam todas as pessoas do planeta. |              |                                                                                     |                  |                                                                                            |                         |                     |

## Elenco e personagens
| - Melissa Benoist como Kara Zor-El / Kara Danvers / Supergirl - Mehcad Brooks como James Olsen - Chyler Leigh como Alex Danvers - Jeremy Jordan como Winslow "Winn" Schott, Jr. - David Harewood como J'onn J'onzz / Caçador de Marte e Hank Henshaw - Calista Flockhart como Cat Grant | - Laura Benanti como Astra In-Ze e Alura Zor-El - Dean Cain como Jeremiah Danvers - Jenna Dewan como Lucy Lane - Peter Facinelli como Maxwell Lord - Brit Morgan como Leslie Willis / Curto-Circuito - Glenn Morshower como Sam Lane - Italia Ricci como Smythe Siobhan / Banshee Prateada - Helen Slater como Eliza Danvers - Chris Vance como Non - Laura Vandervoort como Índigo - Briana Venskus como Vasquez |

### Convidados
- Jeff Branson como Detetive Draper / Master Jailer[39]
- Chris Browning como Ben Krull / Reator[41]
- Joan Juliet Buck como Katherine Grant[42]
- Emma Caulfield como Cameron Chase[43]
- Tawny Cypress como Miranda Crane[44]
- Henry Czerny como Winslow Schott, Sr. / Homem-Brinquedo[45]
- Daniel DiMaggio como Kal-El jovem[46]
- Robert Gant como Zor-El[47]
- Iddo Goldbergcomo T. O. Morrow e Tornado Vermelho[48]
- Grant Gustin como Barry Allen / Flash[49]
- Charles Halford como Jemm[50]
- Blake Jenner como Adam Foster[51]
- Hope Lauren como Bizarro[52]
- Justice Leak como Hellgrammite[53]
- Eddie McClintock como James Harper[54]
- Levi Miller como Carter Grant[55]
- Faran Tahir como O Comandante[56]
- Eve Torres Gracie como Maxima[57]
- Owain Yeoman como Vartox[58]

As apresentadoras do The Talk, Sara Gilbert, Julie Chen, Sharon Osbourne, Aisha Tyler e Sheryl Underwood, participaram como elas mesmas.

## Produção

### Desenvolvimento
Em setembro de 2014, a Warner Bros. Television estava procurando criar uma série de televisão centrada em Kara Zor-El / Supergirl. Os produtores executivos da série incluem Greg Berlanti (também criador / produtor de Arrow e The Flash), Ali Adler, que estava escrevendo o roteiro, e Sarah Schechter da Berlanti Productions. Geoff Johns, da DC Comics, também deveria fazer parte do projeto. Os títulos em consideração para a série incluíam Super e Girl. Berlanti confirmou o programa logo depois, e afirmou que estava em desenvolvimento e ainda não tinha sido apresentado às redes. Em 20 de setembro, foi anunciado que a CBS havia contratado Supergirl com um compromisso de série, com uma estréia esperada em 2015 da temporada de televisão 2015-16.
O programa foi oficialmente selecionado para ser uma série em 6 de maio de 2015. Em 30 de novembro de 2015, a CBS encomendou sete episódios adicionais de Supergirl, para uma temporada completa de 20 episódios.

### Roteiro
Em janeiro de 2015, a presidente da CBS Entertainment, Nina Tassler, revelou que o show seria processual, dizendo: "Haverá casos [de crime], mas o que [os produtores executivos] Ali Adler e Greg Berlanti apresentaram foi um verdadeiro arco de série para ela. A beleza disso é agora com programas como The Good Wife e Madam Secretary, você pode ter elementos da história serializados em um caso da semana. Ela é uma solucionadora de crimes, então ela vai ter que resolver um crime." Em julho de 2015 , Adler falou sobre quanta influência Superman teria no show, dizendo: "Nosso protótipo é a forma como o presidente é visto em Veep. É certamente [inspirado] muito pelo que a personagem de Julia Louis-Dreyfus passa este é um programa sobre a Supergirl e realmente queremos ver através de suas lentes."

### Escolha do elenco
Para o papel de Kara Zor-El / Supergirl, os produtores queriam uma atriz caucasiana com idade entre 22 e 26 anos. Em janeiro de 2015, foi anunciado pelo The Hollywood Reporter que Melissa Benoist seria a personagem principal. Benoist mais tarde revelou que o teste para o papel "foi um processo longo, demorado, de três meses"; ela foi a primeira atriz vista para o papel, embora Claire Holt e Gemma Atkinson também tenham sido consideradas. No mesmo mês, Mehcad Brooks foi escalado como James Olsen, baseado no personagem Jimmy Olsen. Ao contrário dos quadrinhos, onde o mesmo personagem é retratado como um caucasiano e atende por "Jimmy", esta versão é afro-americana e atende por "James". Brooks descreveu isso como uma forma de "mistura de raças", diferindo da década de 1940, onde "as coisas brancas eram brancas, as coisas pretas eram pretas. As coisas latinas eram latinas". Em fevereiro, Chyler Leigh foi escalado como Alex Danvers, uma criação original para a série. No mesmo mês, David Harewood e Calista Flockhart foram escalados como Hank Henshaw e Cat Grant, respectivamente. Foi eventualmente revelado que o personagem de Harewood era na verdade J'onn J'onzz / Caçador de Marte se passando por Henshaw. Em março, Jeremy Jordan foi escalado como Winslow "Winn" Schott. O personagem foi escrito para a série como filho de Winslow Schott / Homem-Brinquedo, ao contrário dos quadrinhos em que o filho do Homem-Brinquedo é Anton Schott.

### Filmagens
Em fevereiro de 2015, foi anunciado que Andrew Kreisberg, co-criador de Arrow e The Flash, havia se juntado à série como escritor e produtor executivo; e o ex-aluno de Arrow / The Flash e Smallville Glen Winter foi anunciado para dirigir o piloto. A fotografia principal do piloto ocorreu de 4 de março  a 29 de março de 2015. Os locais de filmagem incluíram o lote da Warner Bros., onde Lois e Clark foram filmados. Cada episódio custou aproximadamente $3 milhões para ser transmitido, o que é uma das taxas de licença mais altas para um programa de primeiro ano.  As filmagens terminaram em março de 2016.

### Música
A trilha sonora da temporada foi composta por Blake Neely.
| Lista de faixas |                                                     |         |  |
| N.º             | Título                                              | Duração |  |
| 1.              | "You Will Do Extraordinary Things"                  | 4:49    |  |
| 2.              | "Meeting Jimmy"                                     | 2:08    |  |
| 3.              | "A Hero Emerges"                                    | 3:14    |  |
| 4.              | "Telling Winn"                                      | 1:21    |  |
| 5.              | "Fighting Vartox"                                   | 3:27    |  |
| 6.              | "Gift from Clark / Stronger Together"               | 3:00    |  |
| 7.              | "Fight or Flight"                                   | 4:22    |  |
| 8.              | "Interview Granted"                                 | 3:27    |  |
| 9.              | "Assistant Problems"                                | 1:51    |  |
| 10.             | "Chatting with Clark"                               | 2:13    |  |
| 11.             | "I Came Here to Save the World"                     | 3:12    |  |
| 12.             | "Confronting Maxwell Lord"                          | 3:05    |  |
| 13.             | "Strange Visitors from Other Planets"               | 3:11    |  |
| 14.             | "Joy Ride"                                          | 1:20    |  |
| 15.             | "How Does She Do It?"                               | 1:50    |  |
| 16.             | "Harnessing Anger"                                  | 2:04    |  |
| 17.             | "Inspirational Boss"                                | 1:13    |  |
| 18.             | "My Name Is Jonn Jonzz"                             | 2:19    |  |
| 19.             | "Under Attack"                                      | 2:47    |  |
| 20.             | "Catty Questions"                                   | 1:55    |  |
| 21.             | "Heroes Find a Way"                                 | 2:25    |  |
| 22.             | "Dying Is Easier"                                   | 2:47    |  |
| 23.             | "Alex Brings Kara Back"                             | 3:30    |  |
| 24.             | "Fortress of Solitude"                              | 3:27    |  |
| 25.             | "Afraid of Losing You"                              | 1:58    |  |
| 26.             | "Martian Manhunter Revealed / Your Father is Alive" | 3:52    |  |
| 27.             | "World's Finest"                                    | 2:10    |  |
| 28.             | "Hope Speech / Lifting Fort Roz"                    | 4:19    |  |
| 29.             | "Theme from Supergirl"                              | 1:13    |  |
| Duração total:  | Duração total:                                      | 1:18:38 |  |

## Lançamento

### Exibição
A temporada começou a ser exibida na CBS em 26 de outubro de 2015, e terminou em 18 de abril de 2016.

### Mídia doméstica
| Supergirl: The Complete First Season | | | | | |
| Detalhes do DVD | Detalhes do DVD | Detalhes do DVD | Características Especiais                                                                                                | Características Especiais                                                                                                | Características Especiais                                                                                                |
| - 20 episódios - Conjunto de DVD de 5 discos / conjunto de Blu-ray de 3 discos - Inglês (Dolby Digital 5.1 Surround) - Legendas em inglês (SDH), espanhol e francês - Legendas: Inglês | - 20 episódios - Conjunto de DVD de 5 discos / conjunto de Blu-ray de 3 discos - Inglês (Dolby Digital 5.1 Surround) - Legendas em inglês (SDH), espanhol e francês - Legendas: Inglês | - 20 episódios - Conjunto de DVD de 5 discos / conjunto de Blu-ray de 3 discos - Inglês (Dolby Digital 5.1 Surround) - Legendas em inglês (SDH), espanhol e francês - Legendas: Inglês | - Painel da Comic-Con 2015 - Cenas deletadas - Gag Reel - Bônus - O Homem de Marte - Krypton: um mundo deixado para trás | - Painel da Comic-Con 2015 - Cenas deletadas - Gag Reel - Bônus - O Homem de Marte - Krypton: um mundo deixado para trás | - Painel da Comic-Con 2015 - Cenas deletadas - Gag Reel - Bônus - O Homem de Marte - Krypton: um mundo deixado para trás |
| Datas de lançamento | | | | | |
| Região 1 | Região 1 | Região 2 | Região 2 | Região 4 | Região 4 |
| 9 de agosto de 2016 | 9 de agosto de 2016 | 25 de julho de 2016 | 25 de julho de 2016 | 27 de julho de 2016 | 27 de julho de 2016 |

## Recepção

### Audiência
| №  | Título                                | Exibição original       | Rating/share (18–49) | Audiência (em milhões) | DVR (18–49) | Audiência em DVR (milhões) | Total (18–49) | Audiência total (em milhões) |
| -- | ------------------------------------- | ----------------------- | -------------------- | ---------------------- | ----------- | -------------------------- | ------------- | ---------------------------- |
| 1  | "Pilot"                               | 26 de outubro de 2015   | 3.1/9                | 12.96                  | 1.3         | 3.97                       | 4.4           | 16.92                        |
| 2  | "Stronger Together"                   | 2 de novembro de 2015   | 2.2/7                | 8.87                   | 1.0         | 3.33                       | 3.2           | 12.20                        |
| 3  | "Fight or Flight"                     | 9 de novembro de 2015   | 1.7/5                | 8.07                   | 1.0         | 2.83                       | 2.7           | 10.90                        |
| 4  | "How Does She Do It?"                 | 23 de novembro de 2015  | 1.5/5                | 7.19                   | 0.8         | 2.26                       | 2.3           | 9.45                         |
| 5  | "Livewire"                            | 16 de novembro de 2015  | 1.8/6                | 7.77                   | 0.8         | N/A                        | 2.6           | N/A                          |
| 6  | "Red Faced"                           | 30 de novembro de 2015  | 1.6/5                | 8.02                   | 0.8         | 2.49                       | 2.4           | 10.51                        |
| 7  | "Human for a Day"                     | 7 de dezembro de 2015   | 1.5/5                | 7.67                   | 0.9         | 2.32                       | 2.4           | 9.98                         |
| 8  | "Hostile Takeover"                    | 14 de dezembro de 2015  | 1.5/5                | 7.28                   | 0.8         | 2.27                       | 2.3           | 9.55                         |
| 9  | "Blood Bonds"                         | 4 de janeiro de 2016    | 1.9/6                | 8.75                   | 0.7         | N/A                        | 2.6           | N/A                          |
| 10 | "Childish Things"                     | 18 de janeiro de 2016   | 1.8/6                | 8.77                   | 0.8         | 2.18                       | 2.6           | 10.95                        |
| 11 | "Strange Visitor from Another Planet" | 25 de janeiro de 2016   | 1.8/5                | 7.90                   | 0.7         | 2.21                       | 2.5           | 10.11                        |
| 12 | "Bizarro"                             | 1 de fevereiro de 2016  | 1.5/5                | 6.68                   | 0.8         | 2.18                       | 2.3           | 8.83                         |
| 13 | "For the Girl Who Has Everything"     | 8 de fevereiro de 2016  | 1.8/6                | 7.92                   | N/A         | N/A                        | N/A           | N/A                          |
| 14 | "Truth, Justice and the American Way" | 22 de fevereiro de 2016 | 1.5/5                | 7.25                   | N/A         | N/A                        | N/A           | N/A                          |
| 15 | "Solitude"                            | 29 de fevereiro de 2016 | 1.4/5                | 6.69                   | 0.7         | 2.16                       | 2.1           | 8.85                         |
| 16 | "Falling"                             | 14 de março de 2016     | 1.3/4                | 6.53                   | 0.7         | N/A                        | 2.0           | N/A                          |
| 17 | "Manhunter"                           | 21 de março de 2016     | 1.3/4                | 6.00                   | 0.7         | 2.07                       | 2.0           | 8.07                         |
| 18 | "Worlds Finest"                       | 28 de março de 2016     | 1.7/6                | 7.17                   | 0.8         | 2.47                       | 2.5           | 9.63                         |
| 19 | "Myriad"                              | 11 de abril de 2016     | 1.3/5                | 6.12                   | 0.7         | 2.04                       | 2.0           | 8.16                         |
| 20 | "Better Angels"                       | 18 de abril de 2016     | 1.3/4                | 6.11                   | N/A         | N/A                        | N/A           | N/A                          |

### Resposta Crítica
A avaliação do site Rotten Tomatoes deu para a temporada um índice de 92% de aprovação dos críticose com uma classificação média de 7,53/10 baseado em baseado em 71 comentários. O consenso do site disse: "Melissa Benoist brilha como a corajosa prima do Superman em Supergirl, uma adaptação de história em quadrinhos para toda a família que dispensa o cinismo pelo coração." O Metacritic, que usa uma média ponderada, atribuiu uma pontuação de 75/100 com base em comentários de 33 críticos, indicando "análises geralmente favoráveis". Max Nicholson, do IGN, deu à temporada uma pontuação de 7,3 de 10, junto com o veredicto: "Embora a primeira temporada da Supergirl tenha decepcionado em várias áreas-chave - a saber, seus vilões e subenredos românticos - a própria Supergirl estava certa e a história ofereceu várias reviravoltas surpreendentes (por exemplo, Hank Henshaw como J'onn J'onzz). Sim, nem todos os episódios foram vencedores, mas quando a série voou, ela disparou, especialmente em termos de impacto emocional." Revisando a temporada como ao todo, Colin Campbell do Polygon criticou os trajes, as sequências de luta, os vilões ridículos, a natureza previsível da trama e sentiu que o personagem-título não era "Super o suficiente", mas observou que "a menos que seu interesse seja em ver outro franquia de quadrinhos transferida com reverência para a tela, eles são apenas uma preocupação marginal." Evan Valentine da Collider classificou Supergirl em oitavo lugar em sua lista das piores e melhores séries de televisão de super-heróis de 2015 e escreveu:" Além de apresentar as melhores Supergirl que vimos m live action com Melissa Benoist [...] conseguiu capturar um clima de diversão entre o elenco que era contagiante."
| Ano  | Prêmio                            | Categoria                                   | Nomeado(s)        | Resultado | Ref.    |
| ---- | --------------------------------- | ------------------------------------------- | ----------------- | --------- | ------- |
| 2015 | Critics' Choice Television Awards | Most Exciting New Series                    | Supergirl         | Venceu    | [ 110 ] |
| 2016 | People's Choice Awards            | Favorite New TV Drama                       | Supergirl         | Venceu    | [ 111 ] |
| 2016 | Teen Choice Awards                | Breakout Series                             | Supergirl         | Indicado  | [ 112 ] |
| 2016 | Saturn Awards                     | Best Actress on Television                  | Melissa Benoist   | Indicado  | [ 113 ] |
| 2016 | Saturn Awards                     | Best Guest Starring Role on Television      | Laura Benanti     | Indicado  | [ 113 ] |
| 2016 | Saturn Awards                     | Best Superhero Adaptation Television Series | Supergirl         | Indicado  | [ 113 ] |
| 2016 | Saturn Awards                     | Best Supporting Actress on Television       | Calista Flockhart | Indicado  | [ 113 ] |
| 2016 | Saturn Awards                     | Breakthrough Performance                    | Melissa Benoist   | Venceu    | [ 113 ] |